# 제임스 대런
제임스 대런(영어: James Darren, 1936년 6월 8일~2024년 9월 2일)은 미국의 전 배우이다.

## 영화
- 럭키(2017년)
- 비버리힐즈의 아이들(1990년)
- 살인 함정(1988년)
- A 특공대 - TV시리즈(1983년)
- 후커와 로마노(1982년)
- 꿈꾸는 낙원(1978년)
- 타인의 초상(1978년)
- 특수기동대(1975년)
- 여형사 페페(1974년)
- 하와이 5-0수사대(1968년)
- 타임 터널(1966년)
- 기젯 로마 가다(1963년)
- 다이아몬드 헤드(1963년)
- 기젯 하와이 가다(1961년)
- 나바론 요새(1961년)
- 진 크루파 스토리(1959년)
- 기제트(1959년)
- 오퍼레이션 매드 볼(1957년)

## 가족
- 배우자: 글로리아 테를리츠키(1955년 결혼, 1958년 이혼)
에비 노런드(1960년 결혼, 2024년 사별)
- 슬하 자녀 3명